# Смирнов Яків Іванович (протоієрей)
Яків Іванович Смирнов (при народженні Ліницький (Леницький); 1759, Харківська губернія — 16 (28) квітня 1840, Лондон) — священник, протоієрей (1817) при церкві російської місії в Лондоні в 1780—1837 роках.

## Біографія

### Ранні відомості
Яків Ліницький народився у Харківській губернії у сім'ї сільського священника. Здобув освіту в духовному училищі Харкова.

### Напрямок до Англії
У 1776 р. протоієрей А. А. Самборський, перебуваючи в Харкові, отримав дозвіл від білгородського єпископа Аггея вибрати кілька учнів, що відзначилися, або студентів для відправлення церковних посад при православній лондонській церкві, а також для навчання землеробства. Серед обраних був і Лініцький, який вирішив скористатися нагодою побачити чужі країни та придбати корисні відомості. Під час переїзду з Харкова до Санкт-Петербурга Самборський запевнив молодих людей у тому, що деякі члени тодішнього міністерства не схильні до українців, і що виявлення їхнього українського походження, очевидне насамперед за їхніми прізвищами, може призвести навіть до повного розладу всього його плану; за порадою Самборського всі молоді люди змінили свої прізвиська, причому Лініцький взяв на себе прізвище Смирнов («lenis» — латиною «тихий, смирний»), яке носив до самої смерті. Восени 1779 повернувся до Санкт-Петербурга, проте, попри на сімейні обставини, 9 (20) жовтня 1780 року Катерина II знову направила його на службу до церкви в Лондоні. Через тиждень єпископ Псковський Інокентій висвятив у сан священника. Наприкінці року Смирнов повернувся до Лондона.

### Діяльність священника та посла
У Лондоні Смирнов виконував як церковні, так і посольські обов'язки. Коли 1800 р. стався офіційний розрив дипломатичних зносин між Росією та Англією, російський повірений В. Лізакевич був відкликаний з Англії. У Лондоні не залишалося, таким чином, жодного офіційного представника Росії, проте потреба відносин з Англією залишалася. імператор Павло I Найвищим рескриптом від 29 вересня 1800 наказав Смирнову, що був у той час настоятелем посольської церкви, виконувати обов'язки російського повіреного. Професор В. Олександренко зауважує з цього приводу:
|  | У новітній історії дипломатичних зносин це був перший випадок доручення подібного роду духовній особі, але слід мати на увазі такі особливості цього призначення: у званні повіреного у справах Смирнов de jure не був визнаний з боку англійського уряду, жодних вірчих грамот він не отримував і не представляв, хоча de facto підтримував зносини з англійським міністерством. |

Серед паперів Московського архіву міністерства закордонних справ зберігаються дипломатичні повідомлення Смирнова про політичні справи, а також про засідання парламенту Великої Британії.
Крім того, керував діяльністю російських учнів та студентів, займався науковими та літературними працями, листувався з багатьма впливовими британцями та іншими іноземцями. Англійський пастор Тук, який описував історію Росії часів імператриці Катерини II, користувався для свого твору вказівками Смирнова.
Між 1807 і 1812 роками, коли між Росією та Великою Британією було оголошено стан війни, він подбав про російську громаду в Лондоні, а також про майно та документи посольства, знову виступаючи як дипломатичний представник Росії в Лондоні. У грудні 1812 року, після французького вторгнення до Росії, Смирнов передав ключі від посольства новому послу, князю Крістофу фон Лівену.
З середини 1837 через похилий вік і слабкість зору залишив службу в церкві. Помер 16 (28) квітня 1840 року і був похований у Лондоні, на цвинтарі Кенсал-Грін.
Портретів Якова Смирнова не виявлено.

### Сім'я
Яків Іванович мав трьох братів (двоє з яких за свої заслуги були облагороджені) і кілька сестер. Про його дружину відомо небагато, невідомий навіть рік одруження та дата її смерті. У Якова Смирнова було 5 дітей: Костянтин (1782-?), Єлизавета (1788—1869), Софія (1791—1852), Іоанн (Іван) (1794—1842), Катерина (1798—1872). Іоанн став російським дипломатом, у 1825-32 роках служив у Лондоні та був обраний членом Королівського товариства. У 1836—1842 роках він був генеральним консулом Росії у Генуї, там і похований. Три дочки залишилися самотніми, жили в Лондоні та були поховані на цвинтарі Кенсал-Грін разом із батьком.

## Нагороди
За Павла I Смирнова було нагороджено орденом Св. Анни 2-го ступеня (22.04.1797) та орденом Св. Іоанна Єрусалимського (почесний командор, 14.06.1800). У 1817 році Святіший Синод звів його в сан протоієрея, в 1818 році був нагороджений хрестом для священників на згадку про 1812 рік і особисто від Олександра I діамантовим перснем.
Є засновником дворянського роду. 31 липня 1804 року отримав від імператора Олександра I дворянське звання, внесений до Загального гербовника дворянських родів Всеросійської Імперії. Частина VIII, с. 155.

## Пам'ять про Смирнова
Надгробний пам'ятник на лондонському цвинтарі Кенсал-Грін. У 2012 році пам'ятник був відреставрований коштом Посольства Російської Федерації в Сполученому Королівстві Великої Британії та Північної Ірландії, на особисті пожертвування співвітчизників та дипломатів.
Протоієрей фігурує в оповіданні Валентина Пікуля «Старе пір'я», в якому розповідається про успішну кампанію громадської думки, проведену російським посольством під час очаківської кризи.